# Церковь Марии Магдалины (Андреево-Мелентьево)
Церковь Марии Магдалины  — православный храм в селе Андреево-Мелентьево, Ростовской и Новочеркасской епархии Московского Патриархата Русской Православной Церкви.
Адрес храма: 346841, Ростовская область, Неклиновский район, с. Андреево-Мелентьево, ул. Победы, 9.

## История
В 1859 года для духовного окормления прихожан села Андреево-Мелентьево был построен храм святой Марии Магдалины, который был освящён в 1868 году. Храм строился на средства помещика, отставного генерала от инфантерии Андрея Мелентьева, принимавшим участие в битвах с армией Наполеона и награждённого за отвагу орденом Святого Георгия 4-й степени.
Кирпичный храм строился в селе около десяти лет. По окончании строительства был освящён в честь Марии Магдалины — дочь помещика Андрея Мелентьева носила имя этой святой Мария.
Службы в храме велись вплоть до 1930 года. Потом храм закрыли, а в его подвале жили монахини одного из закрытых монастырей Таганрога.
Храм вновь был открыт в 1948 году, и был действующим до 1960 года. Во годы гонений на церковь храм был закрыт и отдан под склад стройматериалов. В 80-е годы в храме случился пожар, после которого от храма остались только голые стены. Были уничтожены и стеновые фрески. Разбирая остатки пожара, прихожане обнаружили в подвале храма склеп с останками военных Фёдора и Андрея Мелентьевых. Останки находились в хорошем состоянии, сохранились и мундиры с красивыми эполетами.
В сентябре 1992 года в селе была официально зарегистрирована церковная община. Началось постепенное восстановление разрушенного храма.
В возрождении церкви принимало участие много людей. Материальную поддержку оказывал колхоз «Сармат», районная администрация в лице её руководителя А. А. Геращенко. Службы в восстанавливаемом храме начались через 4 месяца — 7 января 1993 года.
В 1994 году в храме была восстановлена колокольня. Колокола для храма были отлиты на одном предприятии Воронежа. В 2000 году на средства Таганрогских предпринимателей были приобретены мраморные плиты для пола и мраморный иконостас. К настоящему времени храм восстановлен. При нём работает воскресная школа, действует военно-патриотический клуб «Преображение».

## Духовенство
С 1992 года настоятелем храма Св. Марии Магдалины является протоиерей Николай Николаевич Бандурин.

## Святыни
- Икона с мощами Св. Кукши Одесского;
- Храмовая икона святой Марии Магдалины.